# Louis Régnier de La Planche
Ne doit pas être confondu avec Louis Régnier.
Pour les articles homonymes, voir Régnier.
Louis Régnier de La Planche, né à Paris vers 1530 où il est mort vers 1580, est un historien français.

## Biographie
Conseiller et proche du connétable de Montmorency, on lui doit une Histoire de l'estat de France sous le règne de François II (1576) et un Livre des marchands ou du grand et loyal devoir (1565).